# De par en par (programa de televisión)
De par en par fue un programa de televisión emitido por la cadena española La 1 de Televisión Española en la temporada 1991-1992, con presentación de Javier Vázquez.

## Formato
Espacio magazine, que se emitía de lunes a viernes en horario matinal, tras el informativo Cada mañana. El formato del programa respondía a la clásica estructura del género televisivo de variedades, combinando ocio, entrevistas, música (clases de baile), noticias, crónica social (con José María Comesaña) y humor. Además, cada día de la semana prestaba especiual atención a asuntos específicos, de la siguiente manera: Tendencias y deporte (lunes), botánica e integración de la mujer en el mundo del trabajo (martes), bienestar físico y medio ambiente (miércoles), decoración y psicología (jueves) y estética y tiempo libre (viernes).